# Кохер (река)
Кохер (на немски: Kocher) е 168 km дълга река в Баден-Вюртемберг, Германия. Влива се в Некар.